# Pteroptrix leptocera
Pteroptrix leptocera är en stekelart som först beskrevs av Huang 1992.  Pteroptrix leptocera ingår i släktet Pteroptrix och familjen växtlussteklar. Inga underarter finns listade i Catalogue of Life.